# Ultima IX: Ascension
Ultima IX: Ascension ist ein Computer-Rollenspiel von Richard Garriotts Entwicklerfirma Origin Systems, einer Tochterfirma von Electronic Arts, für Windows. Es wurde 1999 veröffentlicht und erhielt trotz scharfer Kritik an den vielen Bugs der ersten veröffentlichten Version, an den hohen Hardwareanforderungen und an Storyführung und Gameplay auch gute bis sehr gute Bewertungen. Ultima IX ist der letzte Teil der Ultima-Serie für Einzelspieler.

## Handlung
Ultima IX ist Teil der Ultima-Serie, der dritte Teil des Handlungsbogen Age of Armageddon. Der Spieler schlüpft in die Rolle des Avatars, der zum achten und letzten Mal nach Britannia reist. Er muss Britannia retten, indem er die korrumpierten Schreine der acht Tugenden reinigt und seinen Gegenspieler, den Guardian besiegt.

## Entwicklungsgeschichte
Die Entwicklung von Ultima IX war geprägt von mehreren Redesigns und Enginewechseln. Ascension war als dritter Teil einer mit Ultima VII beginnenden Trilogie namens Age of Armageddon geplant: der erste Teil sollte auf der Welt von Britannia spielen, der zweite auf Pagan und der dritte Teil auf der Heimatwelt des Guardian. Nach dem überwiegend enttäuschten Feedback der Fans der Serie zu Ultima VIII: Pagan entschloss sich Garriott zu einer Neuausrichtung für Ascension in Richtung klassischer Ultima-Teile mit einer erneuten Rückkehr nach Britannia. Die Entscheidung wurde in einem Begleittext zum Patch 2.12 von Pagan bekannt gegeben.
Ursprünglich war geplant, das Spiel auf Basis der Ultima-8-Engine zu entwickeln. Unter dem Eindruck des Erfolges von Tomb Raider wurde jedoch entschieden, dem Trend und den neuen technischen Möglichkeiten der 3D-Grafik zu folgen und das Spiel statt isometrisch als echtes 3D-Spiel völlig neu zu entwickeln. Zu diesem Zeitpunkt war jedoch die Entwicklung der isometrischen Version relativ weit fortgeschritten, es kursierten bereits erste Screenshots. Dies alles führte zu einer langen Entwicklungszeit und am Ende zu einer unter Druck von EA erzwungenen Veröffentlichung eines stark fehlerbehafteten Spiels.

### Fan-Support
Mit der letzten Patch-Version 1.18f wurden zwar die meisten kritischen Bugs behoben, das Problem der schlechten Performance über die Direct3D-Schnittstelle anstelle von Glide blieb aber bestehen. Später wurde der Patch v1.19f verfügbar, der möglicherweise von ehemaligen Origin-Programmierern stammte und der die Direct3D-Leistung verbessert. Nach dem Ende des effektiven Supports durch Origin, bedingt durch den Weggang von Richard Garriott und vieler Entwickler zu NCsoft Austin, versuchte die Fangemeinde des Spiels durch Community-Patches die verbliebenen Probleme selbst zu beheben.

### Quelltext Archivierung
Im November 2014 gelang es der Ultima Codex Community den Ultima-9-Quelltext von einem früheren Entwickler zu erhalten, um mit Offline-Archivierung ein permanentes Verlorengehen zu verhindern.

## Rezeption
Die Bewertungen des Spiels waren zwiespältig und schwankten zwischen hohen Benotungen und Verrissen, wobei die negativen Stimmen überwogen (GameRankings: 63,32 %). Das US-amerikanische Computerspielmagazin Computer Gaming World vergab lediglich 2,5 von 5 Punkten, wobei Tester Stefan „Desslock“ Janicki vor allem den technisch unfertigen Zustand des Spiels kritisierte.

“If Origin had taken the time to properly complete this game prior to release, it may well have been a worthwile finale to the series. But they didn't, and it's not.”

„Wenn sich Origin die Zeit genommen hätte, das Spiel vor der Veröffentlichung sorgfältig fertigzustellen, wäre es bestimmt ein lohnendes Finale für die Serie geworden. Aber das haben sie nicht, und daher ist es das nicht.“